# 5354 Hisayo
5354 Hisayo este un asteroid din centura principală de asteroizi.

## Descriere
5354 Hisayo este un asteroid din centura principală de asteroizi. A fost descoperit pe 30 ianuarie 1990 la Kushiro de Seiji Ueda și Hiroshi Kaneda. Asteroidul prezintă o orbită caracterizată de o semiaxă mare de 3,19 ua, o excentricitate de 0,05 și o înclinație de 4,9° în raport cu ecliptica.